# NEN
NEN is de afkorting van NEderlandse Norm en tevens sinds 8 mei 2000 de naam van het nauwe samenwerkingsverband van de Stichting Koninklijk Nederlands Normalisatie Instituut en de Stichting Koninklijk Nederlands Elektrotechnisch Comité of NEC (gespecialiseerd in de normalisatie van elektrotechniek, informatietechnologie en telecommunicatie). Beide organisaties werken nauw samen vanuit een gecombineerd onderkomen te Delft, zij het nog wel elk met een eigen bestuur.

## Algemeen
NEN begeleidt en stimuleert de ontwikkeling van normen. Normen zijn afspraken die marktpartijen vrijwillig met elkaar maken over de kwaliteit en veiligheid van hun producten, diensten en processen. Als neutrale partij inventariseert NEN aan welke normen behoefte is en brengt de organisatiebelanghebbenden bij elkaar om deze normen te financieren en ontwikkelen. Dat doet NEN zowel binnen sectoren als op nationaal, Europees en mondiaal niveau. Zo vertegenwoordigt Stichting NEC Nederland op Europees niveau als lid van CENELEC (Comité Européen de Normalisation Electrotechnique) en op mondiaal niveau als lid van het IEC (International Electrotechnical Commission).
Daarnaast beheert en publiceert NEN de voor Nederland geldende normen op zeer uiteenlopende gebieden. Er bestaan ruim 1500 specifiek Nederlandse normen en er zijn er nog veel meer geldig in Nederland omdat ze bijvoorbeeld vanuit Europa komen (NEN-EN, Eurocodes) of op wereldschaal geldig zijn (ISO).
Er zijn voor veel onderwerpen normen beschikbaar. Voorbeelden zijn normen over gebruiksvoorwerpen, over de bescherming van persoonsgegevens, keuringsmethoden, papierformaten, brandwerendheid van bouwmaterialen en de nummering van weken. ISO 9000 (voor kwaliteitssystemen) en NEN 1010 (veiligheidsbepalingen voor laagspanningsinstallaties) zijn bekende normen.
NEN geeft ook informatie, cursussen en advies over normalisatie, normen en het gebruik van normen in de praktijk.

## Geschiedenis
Het Nederlands Elektrotechnisch Comité (NEC) werd op 17 maart 1911 opgericht. Het Nederlands Normalisatie-instituut (NNI) is in 1916 opgericht door het Koninklijk Instituut van Ingenieurs KIvI en de Nederlandse Maatschappij voor Nijverheid en Handel. Van 1916 tot 1922 was Ernst Hijmans de eerste directeur van het Nederlands Normalisatie Bureau. Andere bestuursleden van NEN waren onder andere Jan Goudriaan, die Hijmans opvolgde, de ingenieur en oud-PTT-directeur J.D.H van der Toorn, en Lambertus Hendrik de Langen vanaf 1966.

## Openbaarheid en gebruikskosten
Omdat in wetgeving verwijzingen bestaan naar NEN-normen en volgens de Grondwet regelgeving vrijelijk beschikbaar moet zijn, bestond er discussie over de vraag of het acceptabel is, dat NEN-normen alleen tegen betaling verkrijgbaar zijn. Eind 2008 heeft de rechter een belangrijke uitspraak gedaan in een zaak tegen de Staat en NEN. Eiser Knooble (een webportal van het Centraal Bureau Bouwtoezicht) was van mening dat er niet in wetten naar NEN-normen verwezen mag worden, zolang NEN-normen alleen tegen betaling verkrijgbaar zijn. Omdat een uitspraak hierover zeer gevoelig ligt, is de uitspraak door de rechtbank acht keer uitgesteld. Op 31 december 2008 heeft de rechter Knooble in het gelijk gesteld . Uit het vonnis blijkt dat NEN-normen waarnaar verwezen wordt in het Bouwbesluit niet bindend zijn omdat deze niet volgens de Bekendmakingswet bekend zijn gemaakt. De Staat is in hoger beroep gegaan. In hoger beroep heeft het gerechtshof te Den Haag op 16 november 2010 de uitspraak van de rechtbank vernietigd en de eis van Knooble afgewezen. Hierop ging Knooble in cassatie bij de Hoge Raad die in een uitspraak van 22 juni 2012 het oordeel van het gerechtshof bevestigde.
Er mocht dus in wetten naar NEN-normen verwezen worden die alleen tegen betaling verkrijgbaar zijn.
Niettemin zijn sinds 1 januari 2016 de NEN-normen waarnaar 'dwingend' verwezen wordt in wetgeving kosteloos in te zien via een website van het NEN. Het kabinet had hier al in 2011 toe besloten. Daarbij gaat het vooral over milieunormen en veiligheidsnormen. Eerder al werden enkele NEN-normen voor informatiebeveiliging in de zorg vrij beschikbaar gesteld door het ministerie van Volksgezondheid, Welzijn en Sport. De rijksoverheid betaalt voor het kosteloos beschikbaar maken van normen jaarlijks een bedrag aan NEN, omdat het auteursrecht van de normen bij NEN ligt.

## NEN-spec
Met een NEN-spec biedt NEN een snelle en praktische oplossing voor een specifieke behoefte van de markt. De NEN-spec heeft geen verplichtend karakter en is maximaal zes maanden geldig. Een NEN-spec heeft niet de formele status van een normdocument, zoals een NTA, NPR of NEN. De eerste betreft het niet-medisch mond-neusmasker in het kader van de coronapandemie.